# Jean-Baptiste Thorel
Ne doit pas être confondu avec Jean-Baptiste Thoret.
Jean-Baptiste Thorel est un homme politique français né le 17 novembre 1736 à Paris et mort le 15 août 1816 à Ruffec (Charente).

## Biographie
Il est le fils d'Élie Thorel, marchand tapissier, et d'Hélène Patin.
Homme de loi au moment de la Révolution, il est président de l'administration centrale du département, puis juge à Cognac. Il est élu député de la Charente au Conseil des Cinq-Cents le 23 germinal an V. Son élection est annulée après le coup d’État du 18 fructidor an V.